# Stephen Gardiner
Stephen Gardiner, född omkring 1493, död den 14 november 1555, var en engelsk biskop och lordkansler under Maria I av Englands regeringstid.

## Tidigt liv
Gardiner föddes i Bury St Edmunds, men tidpunkten är inte säker. Hans far skall ha varit John Gardiner, en förmögen tyghandlare, som tog väl hand om honom och gav honom en god utbildning. Det ryktades om att hans mor Helen var en illegitim dotter till Jasper Tudor, 1:e hertig av Bedford.
Som ung träffade Gardiner 1511 Erasmus av Rotterdam i Paris (Nichols's Epistles of Erasmus, ii. 12, 13). Han hade då troligen redan börjat studera vid Trinity Hall, Cambridge, där han utmärkte sig i klassiska ämnena, särskilt grekiska. Han hängav sig åt kanonisk och civil rätt, där han uppnådde så stor kunnighet att ingen kunde ifrågasätta hans överlägsenhet. Han fick doktorsgrad i civilrätt 1520 och kanonisk rätt följande år.

## Diplomatisk karriär
Innan hans förmåga upptäcktes av kardinal Thomas Wolsey, som gjorde honom till sin sekreterare, och som detta var han med honom i More Park i Hertfordshire, då man firade avslutningen av Morefördraget som samlat Henrik VIII och de franska ambassadörerna där. Detta var troligtvis den första gången kungen märkte honom, men han verkar inte ha kommit i kungens tjänst förrän tre år senare. I Wolseys tjänst fick han utan tvekan kunskap om utrikespolitik och 1527 fick han och Sir Thomas More uppdraget att som arrangera ett fördrag med de franska ambassadörerna för att stödja en armé i Italien mot den tysk-romerske kejsaren Karl V. Hans nit och förmåga att befordra Henrik VIII:s önskan att skilja sig från Katarina af Aragonien gav kungen anledning att 1528 avsända honom jämte Edward Foxe till Italien, där de hos påven utverkade fullmakt för kardinalerna Wolsey och Campeggio att i England avgöra frågan om äktenskapsskillnaden. 

## Kyrklig karriär
Åren 1529-34 var Gardiner kungens sekreterare och blev under tiden (1531) biskop av Winchester. Han visade sig som en nitisk försvarare av kungens supremati över kyrkan, men gillade i övrigt inte Thomas Cromwells kyrkopolitik. Då han i början av Edvard VI:s regering satte sig mot protestantiska lärans införande, blev han avlägsnad från rådet samt till sist avsatt från biskopsämbetet och hållen i fängelse, men frigavs, då drottning Maria (1553) besteg tronen, återfick sitt biskopsstift, utnämndes till lordkansler samt var någon tid drottningens förnämste rådgivare. Han fick nu till uppgift attgöra om inte så litet av det verk han i sina yngre år hjälpt till att genomdriva - att försvara lagligheten av drottningens börd och av hennes moders äktenskap och återkalla vad han själf skrivit rörande den kungliga suprematin. I den upplågande förföljelsen mot protestanterna hade också Gardiner sin del, även om han vid flera tillfällen visade sig böjd för mildare mått och steg. Gardiner har av äldre protestantiska kyrkohistoriker blivit ensidigt bedömd. Han var en uppriktig, om inte alltid följdriktig anhängare av den katolska konfessionen, en skicklig teolog och en varm befordrare av vetenskapen. Utom sitt beryktade arbete om suprematin, De vera obediencia oratio
(1535), utgav Gardiner flera stridsskrifter mot teologen Martin Bucer.